# Lautlos (Roman)
Lautlos ist ein im Jahr 2000 erschienener Polit-Thriller des deutschen Autors Frank Schätzing.
Der Roman spielt zu großen Teilen in Köln (der Heimatstadt des Autors) beziehungsweise auf dem Flughafen Köln/Bonn. Rahmenthema ist der Kosovo-Konflikt, sowie der G8-Gipfel in Köln 1999, der im Zusammenhang mit dem Kosovo-Konflikt auch als Friedensgipfel bezeichnet wird. Hauptthema der Handlung ist jedoch das Bemühen einiger Attentäter, den Präsidenten der Vereinigten Staaten von Amerika, Bill Clinton, zu töten, der sich anlässlich des Gipfels in Köln aufhält.

## Personen

### Protagonisten
- Liam O’Connor – höchst exzentrischer, dabei aber genialer Physiker und Bestsellerautor mit hohem Alkoholkonsum
- Kirsten-Katharina, genannt „Kika“ Wagner – O’Connors Pressereferentin
- Franz Maria Kuhn – Lektor; Althippie, angewiesen, mit Wagner zusammen ein Auge auf O’Connor zu werfen

### Antagonisten
- Sonja Cośic (alias „Jana“ [Auftragskillerin], „Laura Firidolfi“ [italienische Geschäftsfrau], sowie „Cordula Malik“ [österreichische Journalistin])
- Karel Zeman Draković (alias „Mirko“ [Auftragskiller], „Biçic“ [harmloser Zeitgenosse], „Carl Seamus Drake“ [Bereichsleiter Wohnen, Secret Service])
- Patrick „Paddy“ Clohessy (alias „Ryan O'Dea“ [Techniker des Flughafens KölnBonn], ehemaliger Kommilitone und Saufkumpan O’Connors sowie ehemaliger IRA-Terrorist)

### Nebencharaktere
- Aaron Silberman – Presseagent im Stab des Präsidenten
- Eric Lavallier – Polizeichef des Flughafens Köln/Bonn
- Maxim Gruschkow – Komplize der Terroristin Jana, Programmierer und Techniker
- Martin Mahder – Personalchef des Flughafens Köln/Bonn, Verbindungsmann von Jana zum Flughafen
- Josef Pecek – Gehilfe von Patrick Clohessy beim Montieren der Zieloptik

## Handlung

### Prolog
Zu Beginn philosophiert der Erzähler über die Weltsituation im Allgemeinen, die durch die heutige Medienkultur hervorgerufen wird, die für die meisten Menschen in westlichen Ländern eine dementsprechend verzerrte Sicht auf die Welt hervorruft.

### Phase 1
Anfangs erfährt der Leser, wie ein ominöser Auftraggeber den professionellen Killer Mirko anheuert, um eine zu diesem Zeitpunkt noch ungenannt bleibende Person zu töten. Mirko nimmt den Auftrag an und erkauft sich wiederum die Hilfe einer Top-Terroristin, die unter dem Pseudonym „Jana“ Berühmtheit erlangt hatte. Da der Anschlag auf die prominente Zielperson zu einem ganz bestimmten heiklen Zeitpunkt stattfinden soll, erscheint der Auftrag nahezu unmöglich. Näheres wird hier noch nicht ausgeführt.
Dazwischen werden die Charaktere Franz Kuhn, Kirsten-Katharina „Kika“ Wagner und Liam O’Connor vorgestellt. Die Lektoren Kuhn und Wagner sollen den exzentrischen und albernen aber genialen Physiker O’Connor von groben Dummheiten abhalten. Das gelingt ihnen nicht immer, und nicht lange danach verliebt sich Wagner zu allem Überfluss heftig in O’Connor. Kurz vorher erspähte O’Connor auf dem Flughafen Köln/Bonn seinen ehemaligen Studienkollegen Paddy Clohessy. O’Connor verdächtigt ihn sofort einer Gaunerei, da Clohessy, ebenfalls begabter Physiker, als Techniker unter falschem Namen beim Flughafen arbeitet. Clohessy und O’Connor sprechen sich daraufhin aus, und einziges Resultat ist, dass O’Connor noch misstrauischer ist und ihm die rührselige Geschichte vom Neuanfang mit einer neuen Identität nicht im Ansatz glaubt.
Mittlerweile laufen die Vorbereitungen für den geplanten Anschlag auf Hochtouren und stehen kurz vor der Fertigstellung; als „Versuchsobjekt“ wird ein unschuldiger Obdachloser unter einem Vorbehalt in das Quartier der Terroristen gelockt und ihm durch den „YAG“, das unbekannte Gerät, mit dem voraussichtlich auch der amerikanische Präsident umgebracht werden soll, der Garaus gemacht.

### Phase 2
Clohessys Tarnung ist gegenüber O’Connor so gut wie aufgeflogen und daher wird er von Jana und Mirko als Risiko behandelt und kurzerhand umgebracht. Wagner und O’Connor und als Nachhut auch Kuhn wollten aber soeben Clohessy aufsuchen. O’Connor und Wagner ziehen es dann doch vor, im Gebüsch des nahe gelegenen Parks zu verschwinden, aber Kuhn wagt sich in die Wohnung Clohessys, da die Tür offen steht. Mirko, der soeben Clohessy ermordet hat, findet Kuhn, als er in die Wohnung zurückkehrt und nimmt ihn gefangen. Kurz vorher gelingt Kuhn noch der Versand einer in aller Eile getippten SMS mit kurzer Angabe eines Gesprächsfetzens und einem Hilferuf. Diese Kurznachricht erreicht Wagner durch einige missliche Umstände erst am nächsten Morgen. Obwohl O’Connor und Jana noch vollkommen betrunken nach der kurzen Nacht sind, machen sie sich augenblicklich zur Polizeiwache auf.
Unbemerkt folgt ihnen dabei der Programmierer und Techniker des Attentatskommandos, Gruschkow, und informiert Jana unverzüglich, als er das Ziel von Wagner und O’Connor, die Polizeiwache am Flughafen, erkennt.

### Phase 3
Jana verdächtigt sofort und zu Recht Kuhn, der diese Entwicklung zu verantworten habe. Kuhn gibt aber nicht klein bei und bleibt hart.
Nun beginnt die heiße Phase, Jana macht sich als „Cordula Malik“, oberflächliche Journalistin aus Österreich, auf den Weg zum Empfang des amerikanischen Präsidenten am Flughafen.
Sie hat mit Gruschkows Hilfe ein System entwickelt, mit dem eine normale Kamera zur Steuerung eines leistungsstarken Lasers (ein „YAG“) benutzt werden kann. Der Laser steht nicht allzu weit vom Flughafen entfernt und soll einen durch geschickt getarnte Spiegel an die richtige Stelle gebrachten Laserpuls abschießen, der Clinton töten soll.
Unterdessen errät O’Connor erst recht langsam, dann immer schneller die Einzelheiten des Plans. Nach der Aufdeckung zweier weiterer Verräter unter den Flughafenangestellten kann O’Connor buchstäblich im letzten Augenblick einen Scharfschützen veranlassen, den entscheidenden letzten Spiegel zu zerschießen.

### Phase 4
Knapper war die Vereitelung des Plans nicht möglich, denn beinahe im selben Moment drückt Jana den Auslöser. Doch der Scharfschütze war schneller und das Attentat ist misslungen, ja noch nicht einmal aufgefallen.
Jana bleibt auch angesichts der Niederlage vollkommen ruhig und versucht möglichst schnell aber unauffällig den Flughafenbereich zu verlassen. Nach einigem Warten und einer sehr gründlichen aber ergebnislosen Durchsuchung gelingt auch das.
Gruschkow bleibt jedoch ganz und gar nicht ruhig, er stürmt in rasender Wut durch die Spedition und schlägt und tritt blindlings auf Kuhn ein, bis dieser bewusstlos ist.
Jana fährt zurück zu der eigens dafür gut bezahlten Spedition, in der der Laser versteckt ist. Sie überrascht dabei O’Connor, Wagner und Silberman, die ebenfalls vor der Spedition stehen, da O’Connor die auffallend günstige Lage des Gebäudes nahe einem Fernmeldemast ins Auge fiel.
Jana nimmt O’Connor, Wagner und Silberman als Geiseln und kündigt sich und O’Connor in der Spedition per Funk an, daraufhin wird die Spedition von innen geöffnet. Den Funkspruch haben Geheimdienstler in einem Fahrzeug vom  Secret Service mitgehört.
In der Spedition wartet der Mitarbeiter des Flughafens und Helfer der Attentäter, Mahder, auf seine Auszahlung. Diese erfolgt jedoch nicht wie von ihm erhofft monetär, sondern durch einen Kopfschuss.
Nur wenig später folgen die Bediensteten des Secret Service dem Befehl ihres Befehlshabers namens Drake und stürmen die Spedition. Dabei sind die Agenten des Secret Service jedoch hoffnungslos unterlegen, insbesondere die Überraschung darüber, dass sich neben O’Connor noch einige weitere Geiseln im Raum befinden und teilweise die Sicht verdecken, macht ihnen zu schaffen. Zwei der vier Beamten werden erschossen, der Dritte schwer verletzt. Ihr Befehlsgeber Drake kann nach draußen fliehen – das Unglaubliche daran: Drake ist identisch mit Mirko! Auch Gruschkow fällt dem Angriff zum Opfer, Silberman wird verletzt.
Schnell stellt sich heraus, dass die vier Agenten zu einer Verschwörung innerhalb des Secret Service gehören. Den Präsidenten ermorden zu lassen gehörte dabei ebenso zum Plan, wie die Ermordung der in der Spedition befindlichen Terroristen und Geiseln, die ja nun Mitwisser sind. Da Mirko, der wahrscheinlich draußen auf der Lauer liegt, sie alle bedroht, beschließen die innen Befindlichen alle an einem Strang zu ziehen, um wenigstens mit dem Leben davonzukommen.
Mirko wird von dem übrig gebliebenen verletzten Secret-Service-Beamten unter dem Vorwand, Jana umgebracht zu haben, nach drinnen gelockt. Daraufhin versucht Wagner ihn mit dem YAG zu erledigen, was aber misslingt. Die als Leiche eines der Secret-Service-Leute getarnte Jana springt auf und erschießt Mirko.
Etwas später hat sich die Aufregung wieder gelegt, allerdings gibt es noch einen Toten zu beklagen: Franz Kuhn ist seinen durch Gruschkow verursachten Verletzungen erlegen. Außer den direkt Beteiligten weiß niemand von dem Attentat, denn das Wissen darum wurde unter strengste Geheimhaltung gestellt.

### Epilog
Im abschließenden Epilog wird klar, dass der Auftraggeber ganz zu Anfang sich nicht in den Bergen Jugoslawiens aufhielt (was dem Leser recht geschickt vorgegaukelt, aber nicht explizit gesagt wird), sondern in den Appalachian Mountains, Tennessee. Parallel dazu ist er zwar ein radikaler Nationalist, aber eben nicht Serbe, sondern US-Amerikaner.

### Anhang
Im Anhang gibt der Autor Erläuterungen und Hintergründe zum Kosovo-Konflikt, zum Terrorismus, zur russischen Mafia, zu den USA und speziell zum Kampf um die Präsidentschaft, zur Laser-Technik (mit Hinweisen auf die Arbeit von Achim Wixforth) und schließlich zu gutem Whisky.

## Verfilmung
Frank Schätzing hat angekündigt, bis Ende 2007 aus dem Roman ein Drehbuch schreiben zu lassen, damit die Verfilmung (womöglich als TV-Produktion) beginnen kann. Die Premiere des Films war für das Jahr 2009 geplant. − Eine erste Suche im Internet im Januar 2025 hat keinen solchen Film ergeben, dagegen gibt es unter dem gleichen Titel bereits einen Film aus einem ganz anderen Genre und eines anderen Drehbuchautoren, siehe (Lautlos).